# Freimann (Waging am See)
Freimann ist ein Gemeindeteil des Marktes Waging am See und eine Gemarkung im Landkreis Traunstein in Oberbayern.

## Geschichte
Freimann gehörte mit nachfolgenden Orten zum Landgericht Traunstein, Amt Kammer und zur Hauptmannschaft Weissenkirchen (Landkreis Traunstein). Kirchlich gesehen gehört Freimann zur Pfarrei Otting (Landkreis Laufen), das vor 1810 zu Salzburg gehörte.
Mit dem bayerischen Gemeindeedikt von 1818 wurde die Landgemeinde Freimann gegründet, die darüber hinaus folgende Orte umfasste:
- Alperting
- Au
- Barmbichl
- Breitenloh
- Elsenloh
- Froschham
- Hochreit
- Leopoldsberg
- Lug
- Mauerlohen
- Mayerhofen
- Miesenböck
- Molbaum
- Oberaschau
- Oed
- Partenhausen
- Scharmeß
- Straß
- Unteraschau

Die politische Gemeinde Freimann wurde am 1. Juli 1972 nach Waging am See eingemeindet.